# Majkowice (powiat proszowicki)
Majkowice – wieś w Polsce położona w województwie małopolskim, w powiecie proszowickim, w gminie Nowe Brzesko.
W latach 1975–1998 miejscowość należała administracyjnie do województwa krakowskiego.

## Zabytki
Obiekt wpisany do rejestru zabytków nieruchomych województwa małopolskiego.
- Zespół dworski: dwór, budynek gospodarczy, park.